# Butia capitata
Butia capitata (Mart.) Becc., 1916 è una pianta della famiglia delle Arecacee, endemica del Brasile.. Nel mondo anglosassone è conosciuta come Jelly Palm.

## Descrizione
Caratterizzata da dimensioni più ridotte rispetto ad altre palme, non oltrepassa i 4 mt. di altezza.
Presenta un fogliame fitto, tendente al colore azzurrognolo.
Produce pannocchie con piccoli fiori color crema, frutti dotati di polpa succosa, commestibile, fibrosa e con nocciolo durissimo.

## Distribuzione e habitat
La specie è endemica del Brasile, con areale ristretto agli stati di Bahia, Goiás e Minas Gerais.

## Coltivazione
La pianta necessita di sole e d'estate di frequenti innaffiature. Resiste d'inverno a temperature max da -8⁰ a -12⁰C.. Con la palma del Cile è fra le palme più resistenti al freddo. 

## Usi
Il frutto viene usato per la produzione di vino di palma, bevanda conosciuta già ai tempi dell'antico Egitto.
Il fogliame viene usato per stuoie e cappelli.